# Михаил Кавелашвили
Михаил Кевелашвили (груз. მიხეილ ყაველაშვილი; Болниси, 22. јул 1971) је тренутни председник Грузије и бивши фудбалер. Инагурисан је 29. децембра 2024. године.
Као фудбалер је играо на позицији нападача и наступао за познате клубове: Динамо из Тбилисија, Аланија Владикавказ, Манчестер сити и Грасхоперс.